# Obelisco di Marconi
L'obelisco di Marconi, o obelisco dell'EUR, è un obelisco di Roma, annoverato tra i più moderni insieme al Novecento, a quello del Foro Italico, a quelli di villa Torlonia e a quello di villa Medici.
Opera dello scultore Arturo Dazzi, è intitolato al fisico, inventore e senatore Guglielmo Marconi.

## Storia
L'opera fu commissionata nel 1939, in pieno periodo fascista, dal Ministero della cultura popolare allo scultore carrarese Arturo Dazzi per decorare la Piazza Imperiale, posta - nel progetto dell'Esposizione Universale di Roma del 1942 - al centro del neonato quartiere, e per commemorare il fisico e inventore Guglielmo Marconi.
Con l'ingresso dell'Italia nella seconda guerra mondiale nel 1940, i lavori si interruppero bruscamente, anche se Dazzi aveva completato i primi due registri, incisi ad altorilievo su marmo di Carrara. Nel 1951 i lavori ripresero, nonostante l'intenzione del Ministero dei lavori pubblici, presieduto da Salvatore Aldisio, di demolire la struttura.
Nel 1953, in occasione della Mostra dell'Agricoltura tenutasi all'EUR, lo scultore si rifiutò di coprire la struttura di cemento armato con pannelli provvisori di gesso e, dopo aver richiesto alcuni finanziamenti, soprattutto in vista delle Olimpiadi di Roma del 1960, l'opera fu conclusa e inaugurata il 12 dicembre 1959.

## Descrizione
La struttura dell'obelisco è a tronco di piramide ed è formata da calcestruzzo armato rivestito con 92 lastre di marmo di Carrara, su cui sono incisi gli altorilievi disposti su 4 file.
L'obelisco è posto al centro di un'aiuola verde di forma ellittica al centro di piazza Guglielmo Marconi, lungo via Cristoforo Colombo. Tra il 2009 e il 2011 in questa aiuola è stata collocata una replica in vetroresina della scultura Il risveglio, opera dello scultore statunitense John Seward Johnson II, realizzata in occasione del G8 Ambiente di Siracusa e poi spostata nella valle di Faul a Viterbo.